# 国际乒联名人堂
国际乒联名人堂（ITTF Hall of Fame）设立于1993年，由国际乒乓球联合会评选产生。入选名人堂的球员需在世界乒乓球锦标赛、奥运会或残奥会比赛中获得至少五枚金牌。

## 1993年入选
- 鲍尔瑙·维克托（Viktor Barna）
- 理查德·伯格曼（Richard Bergmann）
- 拜拉克·拉斯洛（Laszlo Bellak）
- 凯伦·伊什特万（István Kelen）
- 詹姆斯·麦克卢尔（James McClure，以官员身份入选）
- 迈奇洛维奇·佐尔坦（Zoltán Mechlovits）
- 绍鲍多什·米克洛什（Miklós Szabados）
- 博胡米尔·瓦尼亚（Bohumil Váňa）
- 迈德年斯基·玛丽亚（Mária Mednyánszky）
- 玛丽·克特内罗娃（Marie Kettnerová）
- 希波什·安娜（Anna Sipos）
- 薇拉·沃特鲁布佐娃（Věra Votrubcová）

## 1995年入选
- 伊万·安德烈亚迪斯（Ivan Andreadis）
- 伊沃·蒙塔古（Ivor Montagu，以官员身份入选）
- 西多·费伦茨（Ferenc Sidó）
- 拉吉斯拉夫·什季佩克（Ladislav Štípek）
- 弗兰蒂舍克·托卡尔（František Tokár）
- 安杰莉卡·罗泽亚努（Angelica Rozeanu）
- 福尔考什·吉泽尔洛（Gizella Farkas）
- 埃拉·泽勒（Ella Zeller）

## 1997年入选
- 荻村伊智朗
- 约翰尼·利奇（Johnny Leach）
- 田中利明
- 罗伊·埃文斯（Roy Evans，以官员身份入选）
- A·K·文特（A.K. Vint，以官员身份入选）
- 江口富士枝
- 松崎君代

## 1999年入选
- 庄则栋
- 林慧卿
- 李富荣

## 2001年入选
- 郭跃华
- 江嘉良
- 张燮林
- 梁戈亮
- 曹燕华
- 长谷川信彦

## 2003年入选
- 扬·奥韦·瓦尔德内尔（Jan-Ove Waldner）
- 约尔根·佩尔森（Jörgen Persson）
- 彼得·卡尔松（Peter Karlsson）
- 王涛
- 邓亚萍
- 王楠
- 葛新爱
- 刘伟

## 2005年入选
- 刘国梁
- 王励勤
- 李菊
- 乔红
- 张怡宁

## 2010年入选
- 徐寅生（以官员身份入选）
- 蔡振华
- 山泉和子
- 格特鲁德·普里齐（Trude Pritzi）
- 玄静和
- 张德英
- 孔令辉
- 马琳
- 陈玘
- 王皓
- 郭跃

## 2013年入选
- 李晓霞
- 马龙
- 张继科

## 2016年入选
- 刘诗雯
- 许昕
- 丁宁